# San Juan (Southern Leyte)
San Juan (Cabalian) (früher Cabalian) ist eine philippinische Stadtgemeinde in der Provinz Southern Leyte. Sie hat 14.858 Einwohner (Zensus 1. August 2015). In der Gemeinde befindet sich ein Campus der Southern Leyte State University.

## Baranggays
San Juan ist politisch in 18 Baranggays unterteilt.
| - Agay-ay - Basak - Bobon A - Dayanog - Santa Filomena - Garrido - Minoyho - Pong-oy - San Jose (Pob.) | - San Vicente - Santa Cruz (Pob.) - Santo Niño (Pob.) - Somoje - Sua - Timba - Osao - San Roque - Bobon B |